# Denkzeichen für das Bayerische Hilfskorps

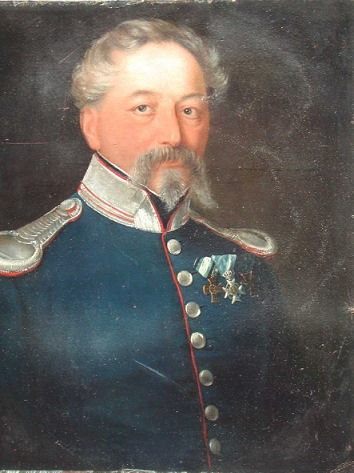
Der bayerische Offizier Franz Xaver von Predl, mit dem griechischen Denkzeichen (ganz rechts außen)

Das griechische Denkzeichen für das Bayerische Hilfskorps ist ein von König Otto I. von Griechenland 1833 gestiftetes Ehrenzeichen für die Angehörigen des zu seiner Regierungsübernahme entsandten königlich bayerischen Hilfskorps.

## Historischer Hintergrund
Nach dem langen Freiheitskampf gegen das Osmanische Reich erlangte Griechenland 1830 seine Unabhängigkeit von der türkischen Oberhoheit und wurde zu einem selbstständigen Königreich erklärt. König Ludwig I. von Bayern engagierte sich als einer der eifrigsten ideellen und finanziellen Unterstützer des griechischen Freiheitskampfes. Deshalb trug man 1832 seinem 16-jährigen Sohn Otto die griechische Königswürde an, welche sein Vater für ihn annahm.
Großbritannien, Frankreich und Russland, die Garantiemächte der griechischen Unabhängigkeit, stellten die Bedingung, dass der neue König eine eigene Militärtruppe von mindestens 3500 Mann mitbringen müsse, wozu man in Bayern eilig Freiwillige anwarb, die aus dem gesamten deutschen Sprachraum stammten. Wegen der unsicheren Landeszustände drängte man den am 8. August 1832 einstimmig gewählten König Otto zur baldmöglichsten Regierungsübernahme. Im Dezember des Jahres brach er auf und erreichte am 6. Februar 1833, an Bord eines britischen Schiffes, die damalige griechische Hauptstadt Nauplia.
Da die geforderte „griechische“ Königsarmee in so kurzer Zeit nicht in gewünschter Stärke angeworben werden konnte, stellte der Vater, König Ludwig I. von Bayern, ein eigenes Hilfskorps aus regulären, bayerischen Truppen auf, das von General Friedrich von Hertling geführt wurde. Es sollte der Ersatz für Ottos eigene Streitkräfte sein und nach deren vollzähliger Aufstellung und Eintreffen in Griechenland, wieder nach Bayern zurückkehren. Das Hilfskorps brach im November 1832 auf und umfasste die von den Garantiemächten geforderte Stärke. Es handelte sich um die ersten Bataillone des 6. und 10., sowie um die zweiten Bataillone des 11. und 12. Bayerischen Infanterie-Regiments, außerdem um je eine Schwadron des 3. und des 4. Chevaulegers Regiments, unterstützt von der 9. Kompanie des 1. Bayerischen Artillerie-Regiments. Das Gros des Hilfskorps kehrte 1834 bzw. 1835 in die Heimat zurück. Ein kleiner Teil der Soldaten trat in griechische Dienste über, zumal inzwischen auch König Ottos eigene, angeworbene Freiwilligen-Armee aufgestellt worden war. Der Herrscher musste 1862 ins Exil gehen, womit die Bayernherrschaft in Griechenland endete.

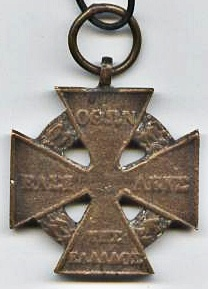
Denkzeichen für das Bayerische Hilfskorps, Vorderseite

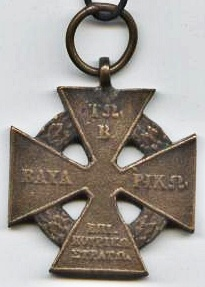
Denkzeichen für das Bayerische Hilfskorps, Rückseite

## Das Denkzeichen
Am 4. Dezember 1833 (nach dem griechisch-julianischen Kalender, der 24. November) stiftete König Otto I. von Griechenland  für das königlich-bayerische Hilfskorps welches ihn nach Griechenland begleitete, in Anerkennung seiner in diesem Land geleisteten, guten Dienste ein einstufiges Denkzeichen in Form eines Kreuzes. Es sollten damit alle dem Hilfskorps angehörende Militär-Individuen, sowie auch alle im Gefolge aus Bayern beigegebenen Sanitäts-, Administrativ- und Justizbeamten ohne Unterschied des Grades, die Feldgeistlichen, sowie die Adjutanten des Königs und die ihm zur persönlichen Disposition gestellten bayerischen Offiziere ausgezeichnet werden.
König Ludwig I. erteilte den mit dem ausländischen Denkzeichen bedachten Bayern am 4. Februar 1834 die allgemeine Tragegenehmigung.
Durch Dekret König Ottos vom 26. Juni 1837 wurde der Kreis der Trageberechtigten auch auf solche Bayern ausgedehnt, die zwar nicht dem Hilfskorps angehört hatten, jedoch freiwillig in griechischen Militärdiensten waren und ihre übernommenen Verbindlichkeiten getreulich erfüllt haben. Die Ergänzung diente offenbar dazu, auch nach dem erfolgten Abzug des Hilfskorps, noch neu angekommene Freiwillige dekorieren zu können. Diese späteren Kreuze trugen im Gegensatz zur ursprünglichen Rückseiteninschrift "DEN KÖNIGLICH-BAYERISCHEN HILFSTRUPPEN", nun den abweichenden Schriftzug "DEN FREIWILLIGEN AUS BAYERN".

### Aussehen
Es handelt sich um ein gusseisernes, geradearmiges Tatzenkreuz mit erhabenen Rändern; teilweise kommen auch bronzene (oft außer Schrift und Rändern schwarzgrün lackierte) Stücke vor. Durch die offenen Winkel der Kreuzarme läuft ein breiter Laubkranz, rechts Eichenlaub, links Lorbeer. Auf der Vorderseite befindet sich über die Kreuzarme verteilt, die erhabene griechische Inschrift: "OTTO KÖNIG VON GRIECHENLAND"; auf der Rückseite der gleichgestaltete, griechische Schriftzug: "DEN KÖNIGLICH-BAYERISCHEN HILFSTRUPPEN".
Die späteren Kreuze, gemäß der Stiftungserweiterung von 1837, waren identisch, jedoch mit  rückseitig abgeänderter Inschrift:"DEN FREIWILLIGEN AUS BAYERN".
Höhe und Breite des Kreuzes (ohne Henkel) betragen 33 mm.

### Trageweise
Das Kreuz sollte an einem hellblauen Band auf der linken Brustseite getragen werden. Als ausländische Auszeichnung befand es sich meist ganz links außen an der Ordensspange.

## Ehrenkreuz für den Freiheitskampf
Von dem Denkzeichen ist das 1834 gestiftete griechische Ehrenkreuz für den Freiheitskampf zu unterscheiden, mit dem jedermann, Griechen und Ausländer, ausgezeichnet werden konnten, sofern sie an den damaligen Kampfhandlungen zur Befriedung Griechenlands teilgenommen hatten. Es ist im Gegensatz zu dem Denkzeichen eine Kombattantenauszeichnung, welche die aktive Teilnahme an Kämpfen voraussetzte und keinen direkten Bezug zu Bayern hat. Das Aussehen des Ehrenkreuzes gleicht dem des Denkzeichens, es trägt jedoch einen kompletten Lorbeerkranz (statt hälftig Eiche) und rückseitig die abweichende, griechische Inschrift  "DEN HEROISCHEN KÄMPFERN DES VATERLANDES". Diese Kreuze gibt es in Silber für Offiziere, in Bronze für Unteroffiziere und in Gusseisen für einfache Soldaten. Sie wurden an einem hellblauen Band mit weißen Seitenstreifen und blauen Kanten getragen.